# Theater Phönix

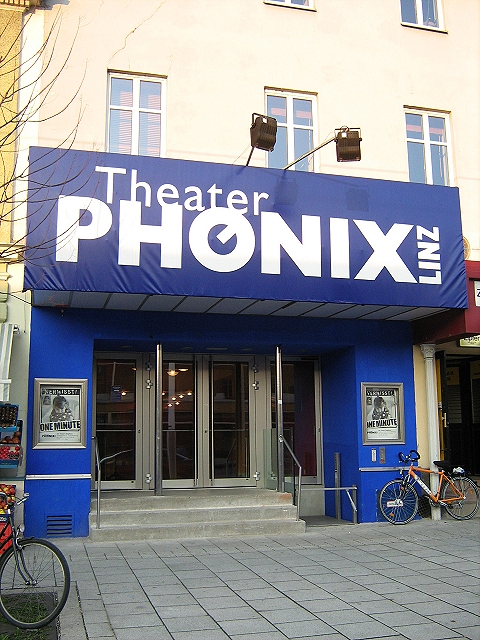
Fassade des Theater Phönix (2008)

Das Theater Phönix ist eine 1989 in Linz, Oberösterreich gegründete freie Mittelbühne. Rund 25.000 Menschen besuchen pro Jahr die Vorstellungen an den drei Spielstätten im Haus.

## Geschichte und Gebäude
Im Haus Wienerstraße 25 befand sich jahrzehntelang das Phönix-Kino. Nachdem dieses geschlossen worden ist, hat das Theater Phönix das Haus am Südrand des Linzer Stadtzentrums, unweit der Unionkreuzung und den Namen übernommen. Aus dem Kinosaal wurde durch Umbau der Theatersaal.
Zur Zeit der COVID-19-Pandemie entstand durch technisches Gebrechen am 2. April 2021 ein Brand im hinten liegenden Proberaum, dessen Lichtkuppel aus Plexiglas schmolz. Nachbarn riefen um etwa 19 Uhr die Feuerwehr, die die gläserne Eingangstür einschlug und löschte. Mit Ausnahme des Gebäudeteils vorne an der Straße mit Vereinslokal und Büros wurden alle Säle und Räume verraucht, auch Kostüme und Dekoration. Der Schaden am Gebäude wurde am 18. April auf 300.000 Euro geschätzt und ist versichert. Die Dauer der Reinigung wurde im April auf 8 Wochen geschätzt, die Sanierung des Proberaums auf bis Ende August.
Die Fassade des dreigeschoßigen Gebäudes mit sieben Fensterachsen präsentiert sich seit vielen Jahren in Mittelblau überzogen von einem Büschel etwa vertikaler weißer Linien. Das schwarz-weiße Namensschild am Vordach des Eingangs (links) greift diese Musterung auf. 3 Stufen und ein Rollstuhllift führen hinauf zu den 4 Glastüren des Portals zum Theater. Rechts schließen ein Gastlokal, eine Haustür und der Eingang zur namensähnlichen Bar Phoenix an, alle ebenfalls über Stufen.
Nur zu Veranstaltungen öffnet das Theater sein Vereinslokal im 1. Stock.
Drei Lichtsäulen vor zwei Gastgärten gestalten den Straßenraum vor dem Gebäude.

## Spielplan
Auf dem Spielplan stehen Themen, die eng in aktuellen gesellschaftspolitischen Zusammenhang stehen. Dabei werden einerseits Klassiker neu interpretiert, andererseits bietet das Haus jungen Autoren eine Plattform.

## Leitung
Bis 2022 oblag die künstlerische Leitung Harald Gebhartl, für die Geschäftsführung zeichnete Romana Staufer-Hutter verantwortlich. Zwischen 1989 und 1996 war Georg Schmiedleitner (einer der Mitbegründer) künstlerischer Leiter des Hauses und Stefan Kurowski Geschäftsführer bis 2005.
Mit Beginn der Saison 2022/23 übernahm die Dramaturgin und Autorin Silke Dörner die künstlerische Leitung des Theaters und folgte Harald Gebhartl in dieser Funktion nach. Seit Juli 2023 ist Olivia Schütz Geschäftsführerin.

## Auszeichnungen
Im November 2014 wurde Susanne Lietzows Inszenierung von Johann Nestroys Höllenangst am Theater Phönix mit dem Nestroy-Theaterpreis für die Beste Bundesländer-Aufführung ausgezeichnet.